# Vocale tematica
Si chiama vocale tematica un elemento linguistico composto da una vocale che può trovarsi aggiunta alla radice per formare il tema.
In termini più formali, la vocale tematica è un morfema grammaticale che può realizzarsi sotto forma di vocale oppure sotto forma di un morfo vuoto.
La vocale tematica generalmente è usata per classificare (nella grammatica normativa) o caratterizzare (nella grammatica descrittiva) la flessione di un lemma.

## Esempi in lingua italiana
In lingua italiana ad esempio si distingue tra i verbi della prima, seconda o terza coniugazione a seconda che la vocale tematica del lemma sia "a", "e" o "i".
La vocale tematica può risolversi in un morfo vuoto (indicato generalmente con "-0") o in una vocale diversa in modo prevedibile, ad esempio osservando il presente indicativo di "am-a-re", "tem-e-re" e "dorm-i-re" osserviamo:
- am-0-o, tem-0-o, dorm-0-o
- am-0-i, tem-0-i, dorm-0-i
- am-a-0, tem-e-0, dorm-e-0 (risolve in "e" nella terza coniugazione)
- am-ia-mo, tem-ia-mo, dorm-ia-mo (risolve nel dittongo "ia")
- am-a-te, tem-e-te, dorm-i-te
- am-a-no, tem-o-no, dorm-o-no (risolve in "o" nella seconda e terza coniugazione)

Restando nella coniugazione in italiano, il tema dell'imperfetto indicativo si costruisce con l'infisso flessivo "-v-" seguito da un'altra vocale tematica "a" (da non confondere con la vocale tematica del lemma), mentre la vocale tematica del lemma si risolve sempre regolarmente:
- am-a-v-0-o, tem-e-v-0-o, dorm-i-v-0-o
- am-a-v-0-i, tem-e-v-0-i, dorm-i-v-0-i
- am-a-v-a-0, tem-e-v-a-0, dorm-i-v-a-0
- am-a-v-a-mo, tem-e-v-a-mo, dorm-i-v-a-mo
- am-a-v-a-te, tem-e-v-a-te, dorm-i-v-a-te
- am-a-v-a-no, tem-e-v-a-no, dorm-i-v-a-no

Confrontando anche il futuro indicativo, osserviamo che la vocale tematica del lemma si risolve in "e" nella prima coniugazione e regolarmente nella seconda e terza coniugazione, l'infisso flessivo è "-r-" e la vocale del tema del futuro è abbastanza irregolare:
- am-e-r-0-ò, tem-e-r-0-ò, dorm-i-r-0-ò
- am-e-r-a-i, tem-e-r-a-i, dorm-i-r-a-i
- am-e-r-à-0, tem-e-r-à-0, dorm-i-r-à-0
- am-e-r-e-mo, tem-e-r-e-mo, dorm-i-r-e-mo
- am-e-r-e-te, tem-e-r-e-te, dorm-i-r-e-te
- am-e-r-a-nno, tem-e-r-a-nno, dorm-i-r-a-nno

Da notare come le desinenze delle varie persone siano sempre "-o", "-i", "-0", "-mo", "-te", "-(n)no".
Un'analisi così approfondità può confrontarsi anche per le coniugazioni irregolari:
- v-ad-o (risolve in "ad" con l'aggiunta di una consonante eufonica), v-a-i, v-a-0, and-ia-mo, and-a-te, v-a-nno
- facci-0-o, f-a-i, f-a-0, facc-ia-mo, f-a-te, f-a-nno
- conduc-0-o, conduc-0-i, conduc-e-0, conduc-ia-mo, conduc-e-te, conduc-o-no (all'infinito la vocale tematica si risolve nel morfo vuoto: "condur-0-re");
- muo-i-0, muor-0-i, muor-e-0, mor-ia-mo, mor-i-te, muo-io-no
- ecc.

Si possono trovare altre regolarità, ad esempio nei monosillabi la vocale tematica della seconda persona singolare si risolve in vocale ("v-a-i", "f-a-i", "d-a-i"), e così via.